# Hypoestes bosseri
Hypoestes bosseri är en akantusväxtart som beskrevs av Raymond Benoist. Hypoestes bosseri ingår i släktet Hypoestes och familjen akantusväxter. Inga underarter finns listade i Catalogue of Life.